# Estadio Ciudad Deportiva Camille Chamoun
La Cité Sportive Camille Chamoun (en árabe: ملعب المدينة الرياضية) o también nombrado Estadio Ciudad Deportiva de Beirut es un estadio multipropósito ubicado en la ciudad de Beirut, capital de Líbano. Posee una capacidad para 47 799 asientos, siendo el estadio más grande del país.
El estadio fue construido en 1957 por el Ministerio de la Juventud y Bellas Artes del Líbano bajo la presidencia de Camille Chamoun. El estadio fue completamente demolido por bombardeos israelíes a causa de la Guerra del Líbano de 1982. En 1997, el exministro libanés Rafic Hariri inició un proyecto para reconstruir totalmente el estadio para poder albergar la Copa Asiática 2000, La reconstrucción fue financiada por una generosa donación de los países de Arabia Saudita y Kuwait, con una contribución respectiva de 20 y 5 millones de dólares estadounidenses. Los otros 75 millones de dólares fueron proporcionados por el gobierno libanés.
Este estadio es usado principalmente para partidos de fútbol pero por contar con una pista de Atletismo es usado en eventos de esta categoría.

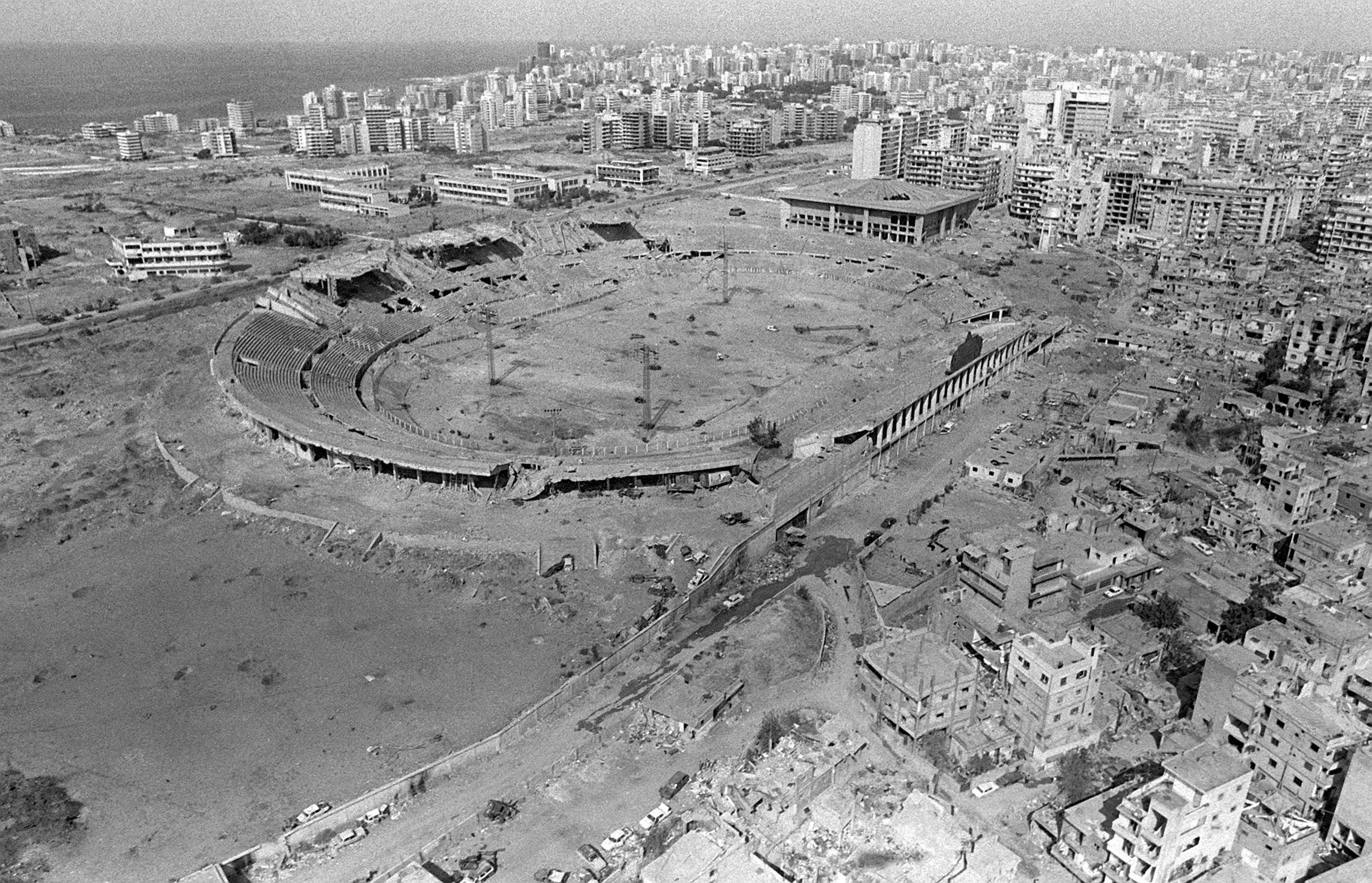
Vista aérea del destruido estadio en 1982.